# Världscupen i alpin skidåkning 1991/1992
Världscupen i alpin skidåkning 1991/1992 startades 23 november 1991 i Park City för herrarna och den 30 november 1991 i Lech am Arlberg för damerna. Säsongen avslutades den 22 mars 1992 i Crans-Montana. Vinnare av totala världscupen blev Paul Accola och Petra Kronberger.

## Tävlingskalender

### Herrar

#### Störtlopp
| Datum            | Ort                               | Etta                       | Tvåa                                              | Trea                         |
| ---------------- | --------------------------------- | -------------------------- | ------------------------------------------------- | ---------------------------- |
| 7 december 1991  | Val d’Isère (Frankrike)           | AJ Kitt (USA)              | Leonhard Stock (Österrike)                        | Franz Heinzer (Schweiz)      |
| 14 december 1991 | Val Gardena (Italien)             | Franz Heinzer (Schweiz)    | Leonhard Stock (Österrike)                        | Atle Skårdal (Norge)         |
| 11 januari 1992  | Garmisch-Partenkirchen (Tyskland) | Markus Wasmeier (Tyskland) | Patrick Ortlieb (Österrike)                       | Hansjörg Tauscher (Tyskland) |
| 17 januari 1992  | Kitzbühel (Österrike)             | Franz Heinzer (Schweiz)    | Daniel Mahrer (Schweiz)                           | Xavier Gigandet (Schweiz)    |
| 17 januari 1992  | Kitzbühel (Österrike)             | Franz Heinzer (Schweiz)    | AJ Kitt (USA)                                     | Patrick Ortlieb (Österrike)  |
| 25 januari 1992  | Wengen (Schweiz)                  | Franz Heinzer (Schweiz)    | Markus Wasmeier (Tyskland)                        | Helmut Höflehner (Österrike) |
| 6 mars 1992      | Panorama (Kanada)                 | William Besse (Schweiz)    | Daniel Mahrer (Schweiz) Günther Mader (Österrike) |                              |
| 7 mars 1992      | Panorama (Kanada)                 | Daniel Mahrer (Schweiz)    | Jan Einar Thorsen (Norge)                         | AJ Kitt (USA)                |
| 14 mars 1992     | Aspen (USA)                       | Daniel Mahrer (Schweiz)    | William Besse (Schweiz)                           | Patrick Ortlieb (Österrike)  |

#### Super-G
| Datum           | Ort                               | Etta                        | Tvåa                        | Trea                        |
| --------------- | --------------------------------- | --------------------------- | --------------------------- | --------------------------- |
| 8 december 1991 | Val d’Isère (Frankrike)           | Marc Girardelli (Luxemburg) | Atle Skårdal (Norge)        | Urs Kälin (Schweiz)         |
| 12 januari 1992 | Garmisch-Partenkirchen (Tyskland) | Patrick Holzer (Italien)    | Paul Accola (Schweiz)       | Peter Rzehak (Österrike)    |
| 1 februari 1992 | Megève (Frankrike)                | Paul Accola (Schweiz)       | Marco Hangl (Schweiz)       | Franz Heinzer (Schweiz)     |
| 1 mars 1992     | Morioka (Japan)                   | Paul Accola (Schweiz)       | Urs Kälin (Schweiz)         | Jan Einar Thorsen (Norge)   |
| 8 mars 1992     | Panorama (Kanada)                 | Günther Mader (Österrike)   | Kjetil André Aamodt (Norge) | Marc Girardelli (Luxemburg) |
| 15 mars 1992    | Aspen (USA)                       | Kjetil André Aamodt (Norge) | Günther Mader (Österrike)   | Paul Accola (Schweiz)       |

#### Storslalom
| Datum            | Ort                                 | Etta                          | Tvåa                        | Trea                        |
| ---------------- | ----------------------------------- | ----------------------------- | --------------------------- | --------------------------- |
| 23 november 1991 | Park City (USA)                     | Alberto Tomba (Italien)       | Paul Accola (Schweiz)       | Roberto Spampatti (Italien) |
| 29 november 1991 | Breckenridge (USA)                  | Paul Accola (Schweiz)         | Alberto Tomba (Italien)     | Fredrik Nyberg (Sverige)    |
| 15 december 1991 | Alta Badia (Italien)                | Alberto Tomba (Italien)       | Steve Locher (Schweiz)      | Paul Accola (Schweiz)       |
| 4 januari 1992   | Kranjska Gora (Slovenien)           | Sergio Bergamelli (Italien)   | Hans Pieren (Schweiz)       | Alberto Tomba (Italien)     |
| 22 januari 1992  | Adelboden (Schweiz)                 | Ole Kristian Furuseth (Norge) | Hans Pieren (Schweiz)       | Marc Girardelli (Luxemburg) |
| 2 februari 1992  | Saint-Gervais-les-Bains (Frankrike) | Didrik Marksten (Norge)       | Alberto Tomba (Italien)     | Markus Wasmeier (Tyskland)  |
| 20 mars 1992     | Crans-Montana (Schweiz)             | Alberto Tomba (Italien)       | Kjetil André Aamodt (Norge) | Didrik Marksten (Norge)     |

#### Slalom
| Datum            | Ort                               | Etta                         | Tvåa                         | Trea                             |
| ---------------- | --------------------------------- | ---------------------------- | ---------------------------- | -------------------------------- |
| 24 november 1991 | Park City (USA)                   | Alberto Tomba (Italien)      | Paul Accola (Schweiz)        | Konrad Kurt Ladstätter (Italien) |
| 30 november 1991 | Breckenridge (USA)                | Paul Accola (Schweiz)        | Thomas Fogdö (Sverige)       | Alberto Tomba (Italien)          |
| 10 december 1991 | Sestriere (Italien)               | Alberto Tomba (Italien)      | Finn Christian Jagge (Norge) | Ole Kristian Furuseth (Norge)    |
| 17 december 1991 | Madonna di Campiglio (Italien)    | Finn Christian Jagge (Norge) | Alberto Tomba (Italien)      | Thomas Fogdö (Sverige)           |
| 5 januari 1992   | Kranjska Gora (Slovenien)         | Alberto Tomba (Italien)      | Armin Bittner (Tyskland)     | Ole Kristian Furuseth (Norge)    |
| 13 januari 1992  | Garmisch-Partenkirchen (Tyskland) | Patrice Bianchi (Frankrike)  | Hubert Strolz (Österrike)    | Alberto Tomba (Italien)          |
| 19 januari 1992  | Kitzbühel (Österrike)             | Alberto Tomba (Italien)      | Patrice Bianchi (Frankrike)  | Armin Bittner (Tyskland)         |
| 26 januari 1992  | Wengen (Schweiz)                  | Alberto Tomba (Italien)      | Paul Accola (Schweiz)        | Armin Bittner (Tyskland)         |
| 22 mars 1992     | Crans-Montana (Schweiz)           | Alberto Tomba (Italien)      | Paul Accola (Schweiz)        | Finn Christian Jagge (Norge)     |

#### Alpin kombination
| Datum               | Ort                               | Etta                  | Tvåa                          | Trea                      |
| ------------------- | --------------------------------- | --------------------- | ----------------------------- | ------------------------- |
| 11, 13 januari 1992 | Garmisch-Partenkirchen (Tyskland) | Paul Accola (Schweiz) | Ole Kristian Furuseth (Norge) | Hubert Strolz (Österrike) |
| 18-19 januari 1992  | Kitzbühel (Österrike)             | Paul Accola (Schweiz) | Marc Girardelli (Luxemburg)   | Hubert Strolz (Österrike) |
| 25-26 januari 1992  | Wengen (Schweiz)                  | Paul Accola (Schweiz) | Günther Mader (Österrike)     | Hubert Strolz (Österrike) |

### Damer

#### Störtlopp
| Datum            | Ort                         | Etta                         | Tvåa                           | Trea                            |
| ---------------- | --------------------------- | ---------------------------- | ------------------------------ | ------------------------------- |
| 14 december 1991 | Santa Caterina (Italien)    | Chantal Bournissen (Schweiz) | Katja Seizinger (Tyskland)     | Heidi Zurbriggen (Schweiz)      |
| 21 december 1991 | Serre Chevalier (Frankrike) | Petra Kronberger (Österrike) | Heidi Zurbriggen (Schweiz)     | Miriam Vogt (Tyskland)          |
| 11 januari 1992  | Schruns (Österrike)         | Katja Seizinger (Tyskland)   | Sabine Ginther (Österrike)     | Swetlana Gladyschewa (Ryssland) |
| 25 januari 1992  | Morzine (Frankrike)         | Katja Seizinger (Tyskland)   | Katharina Gutensohn (Tyskland) | Michaela Gerg (Tyskland)        |
| 1 februari 1992  | Grindelwald (Schweiz)       | Sabine Ginther (Österrike)   | Miriam Vogt (Tyskland)         | Chantal Bournissen (Schweiz)    |
| 7 mars 1992      | Vail (USA)                  | Katja Seizinger (Tyskland)   | Kerrin Lee-Gartner (Kanada)    | Miriam Vogt (Tyskland)          |
| 14 mars 1992     | Panorama (Kanada)           | Petra Kronberger (Österrike) | Carole Merle (Frankrike)       | Katja Seizinger (Tyskland)      |

#### Super-G
| Datum            | Ort                      | Etta                         | Tvåa                         | Trea                       |
| ---------------- | ------------------------ | ---------------------------- | ---------------------------- | -------------------------- |
| 7 december 1991  | Santa Caterina (Italien) | Katja Seizinger (Tyskland)   | Barbara Sadleder (Österrike) | Miriam Vogt (Tyskland)     |
| 15 december 1991 | Santa Caterina (Italien) | Carole Merle (Frankrike)     | Petra Kronberger (Österrike) | Heidi Zurbriggen (Schweiz) |
| 26 januari 1992  | Morzine (Frankrike)      | Deborah Compagnoni (Italien) | Ulrike Maier (Österrike)     | Merete Fjeldavlie (Norge)  |
| 8 mars 1992      | Vail (USA)               | Merete Fjeldavlie (Norge)    | Petra Kronberger (Österrike) | Carole Merle (Frankrike)   |
| 15 mars 1992     | Panorama (Kanada)        | Carole Merle (Frankrike)     | Kerrin Lee-Gartner (Kanada)  | Sylvia Eder (Österrike)    |
| 19 mars 1992     | Crans-Montana (Schweiz)  | Carole Merle (Frankrike)     | Merete Fjeldavlie (Norge)    | Zoë Haas (Schweiz)         |

#### Storslalom
| Datum            | Ort                      | Etta                      | Tvåa                             | Trea                             |
| ---------------- | ------------------------ | ------------------------- | -------------------------------- | -------------------------------- |
| 8 december 1991  | Santa Caterina (Italien) | Vreni Schneider (Schweiz) | Deborah Compagnoni (Italien)     | Diann Roffe (USA)                |
| 5 januari 1992   | Oberstaufen (Tyskland)   | Vreni Schneider (Schweiz) | Deborah Compagnoni (Italien)     | Carole Merle (Frankrike)         |
| 15 januari 1992  | Hinterstoder (Österrike) | Carole Merle (Frankrike)  | Deborah Compagnoni (Italien)     | Vreni Schneider (Schweiz)        |
| 20 januari 1992  | Piancavallo (Italien)    | Carole Merle (Frankrike)  | Vreni Schneider (Schweiz)        | Eva Twardokens (USA)             |
| 27 januari 1992  | Morzine (Frankrike)      | Carole Merle (Frankrike)  | Deborah Compagnoni (Italien)     | Diann Roffe (USA)                |
| 28 februari 1992 | Narvik (Norge)           | Pernilla Wiberg (Sverige) | Anita Wachter (Österrike)        | Blanca Fernández Ochoa (Spanien) |
| 21 mars 1992     | Crans-Montana (Schweiz)  | Carole Merle (Frankrike)  | Blanca Fernández Ochoa (Spanien) | Corinne Rey-Bellet (Schweiz)     |

#### Slalom
| Datum            | Ort                      | Etta                             | Tvåa                             | Trea                             |
| ---------------- | ------------------------ | -------------------------------- | -------------------------------- | -------------------------------- |
| 30 november 1991 | Lech (Österrike)         | Vreni Schneider (Schweiz)        | Petra Kronberger (Österrike)     | Blanca Fernández Ochoa (Spanien) |
| 1 december 1991  | Lech (Österrike)         | Blanca Fernández Ochoa (Spanien) | Vreni Schneider (Schweiz)        | Petra Kronberger (Österrike)     |
| 12 januari 1992  | Schruns (Österrike)      | Sabine Ginther (Österrike)       | Blanca Fernández Ochoa (Spanien) | Annelise Coberger (Nya Zeeland)  |
| 14 januari 1992  | Hinterstoder (Österrike) | Annelise Coberger (Nya Zeeland)  | Vreni Schneider (Schweiz)        | Julie Parisien (USA)             |
| 18 januari 1992  | Maribor (Slovenien)      | Vreni Schneider (Schweiz)        | Deborah Compagnoni (Italien)     | Pernilla Wiberg (Sverige)        |
| 2 februari 1992  | Grindelwald (Schweiz)    | Monika Maierhofer (Österrike)    | Pernilla Wiberg (Sverige)        | Annelise Coberger (Nya Zeeland)  |
| 29 februari 1992 | Narvik (Norge)           | Vreni Schneider (Schweiz)        | Pernilla Wiberg (Sverige)        | Petra Kronberger (Österrike)     |
| 2 mars 1992      | Sundsvall (Sverige)      | Julie Parisien (USA)             | Pernilla Wiberg (Sverige)        | Karin Buder (Österrike)          |

#### Alpin kombination
| Datum              | Ort                   | Etta                       | Tvåa                         | Trea                       |
| ------------------ | --------------------- | -------------------------- | ---------------------------- | -------------------------- |
| 11-12 januari 1992 | Schruns (Österrike)   | Sabine Ginther (Österrike) | Anja Haas (Österrike)        | Heidi Zurbriggen (Schweiz) |
| 1-2 februari 1992  | Grindelwald (Schweiz) | Sabine Ginther (Österrike) | Petra Kronberger (Österrike) | Miriam Vogt (Tyskland)     |

## Slutplacering damer
| Placering | Namn                   | Land      | Total Poäng | Störtlopp | Super G | Storslalom | Slalom | Kombination |
| --------- | ---------------------- | --------- | ----------- | --------- | ------- | ---------- | ------ | ----------- |
| 1         | Petra Kronberger       | Österrike | 1262        | 432       | 216     | 165        | 369    | 80          |
| 2         | Carole Merle           | Frankrike | 1211        | 228       | 417     | 566        | 0      | 0           |
| 3         | Katja Seizinger        | Tyskland  | 937         | 523       | 234     | 180        | 0      | 0           |
| 4         | Vreni Schneider        | Schweiz   | 902         | 0         | 0       | 391        | 511    | 0           |
| 5         | Pernilla Wiberg        | Sverige   | 821         | 0         | 62      | 314        | 445    | 0           |
| 6         | Sabine Ginther         | Österrike | 746         | 248       | 4       | 70         | 224    | 200         |
| 7         | Blanca Fernández-Ochoa | Spanien   | 657         | 0         | 6       | 238        | 413    | 0           |
| 8         | Miriam Vogt            | Tyskland  | 632         | 359       | 137     | 21         | 0      | 115         |
| 9         | Heidi Zurbriggen       | Schweiz   | 621         | 277       | 127     | 120        | 0      | 97          |
| 10        | Diann Roffe            | USA       | 607         | 0         | 221     | 372        | 14     | 0           |

## Slutplacering herrar
| Placering | Namn                  | Land      | Total Poäng | Störtlopp | Super G | Storslalom | Slalom | Kombination |
| --------- | --------------------- | --------- | ----------- | --------- | ------- | ---------- | ------ | ----------- |
| 1         | Paul Accola           | Schweiz   | 1699        | 52        | 429     | 330        | 588    | 300         |
| 2         | Alberto Tomba         | Italien   | 1362        | 0         | 22      | 520        | 820    | 0           |
| 3         | Marc Girardelli       | Luxemburg | 996         | 182       | 296     | 210        | 228    | 80          |
| 4         | Ole Kristian Furuseth | Norge     | 854         | 15        | 160     | 285        | 290    | 104         |
| 5         | Franz Heinzer         | Schweiz   | 842         | 649       | 193     | 0          | 0      | 0           |
| 6         | Günther Mader         | Österrike | 797         | 286       | 286     | 48         | 97     | 80          |
| 7         | Markus Wasmeier       | Tyskland  | 752         | 371       | 156     | 84         | 0      | 141         |
| 8         | Daniel Mahrer         | Schweiz   | 646         | 537       | 109     | 0          | 0      | 0           |
| 9         | Hubert Strolz         | Österrike | 611         | 0         | 126     | 40         | 265    | 180         |
| 10        | Patrick Ortlieb       | Österrike | 594         | 450       | 94      | 0          | 0      | 50          |

Noterbart:
- Sovjetunionen upplöstes den 25 december 1991.